# Korczak
Korczak es una película de guerra biográfica en blanco y negro de 1990 dirigida por Andrzej Wajda y escrita por Agnieszka Holland, sobre el humanitario judío polaco Janusz Korczak. Una coproducción internacional entre Polonia, Alemania y el Reino Unido, está protagonizada por Wojciech Pszoniak como Korczak, con Ewa Dałkowska, Teresa Budzisz-Krzyzanowska, Marzena Trybała, Piotr Kozlowski, Zbigniew Zamachowski y Jan Peszek.
La película se proyectó fuera de competición en el Festival Internacional de Cine de Cannes de 1990. La película fue seleccionada como la entrada polaca al Óscar a la mejor película internacional en la 63.ª edición de los Premios Óscar, pero no fue aceptada como nominada.

## Reparto
- Wojciech Pszoniak como Henryk Goldszmit o Janusz Korczak
- Ewa Dałkowska como Stefania 'Stefa' Wilczynska
- Teresa Budzisz-Krzyżanowska como Maryna Falska
- Marzena Trybała como Estera
- Piotr Kozłowski como Heniek
- Zbigniew Zamachowski como Ichak Szulc
- Jan Peszek como Max Bauer
- Aleksander Bardini como Adam Czerniaków
- María Chwalibóg como esposa de Czerniaków
- Andrzej Kopiczyński como director de la radio polaca
- Krystyna Zachwatowicz como madre de Szloma
- Zbigniew Suszyński como estudiante
- Jerzy Zass como vigilante alemán en el puente
- Wojciech Klata como Szlomá
- Michał Staszczak como Józek
- Agnieszka Krukówna como Ewka (como Agnieszka Kruk)
- Anna Mucha como Sabinka
- Teresa Szmigielówna

## Estreno
La película fue estrenada en Polonia el 6 de mayo de 1990, el 26 de octubre de 1990 en el Reino Unido y el 21 de marzo de 1991 en Alemania.

## Recepción
Entre los defensores más fuertes de la película se encontraba Marek Edelman, el judío polaco que sobrevivió al levantamiento del gueto de Varsovia. Wajda vio la idea de mostrar a los niños siendo conducidos a las cámaras de gas de Treblinka como una adición innecesaria de momentos lacrimógenos. Annette Insdorf, estudiosa del cine y firme defensora de Wajda, considera que Korczak es una obra maestra junto con Cenizas y diamantes del propio Wajda, en su comentario sobre el lanzamiento en DVD de Criterion Collection de la Trilogía de guerra de Wajda.